# فيل بيكر (مجدف)
فيل بيكر (بالإنجليزية: Phil Baker)‏ هو مجدف بريطاني، ولد في 8 سبتمبر 1975.

## وصلات خارجية
- فيل بيكر على موقع الاتحاد الدولي للتجديف (الإنجليزية)